# Liste d'étoiles qui s'assombrissent de façon inhabituelle

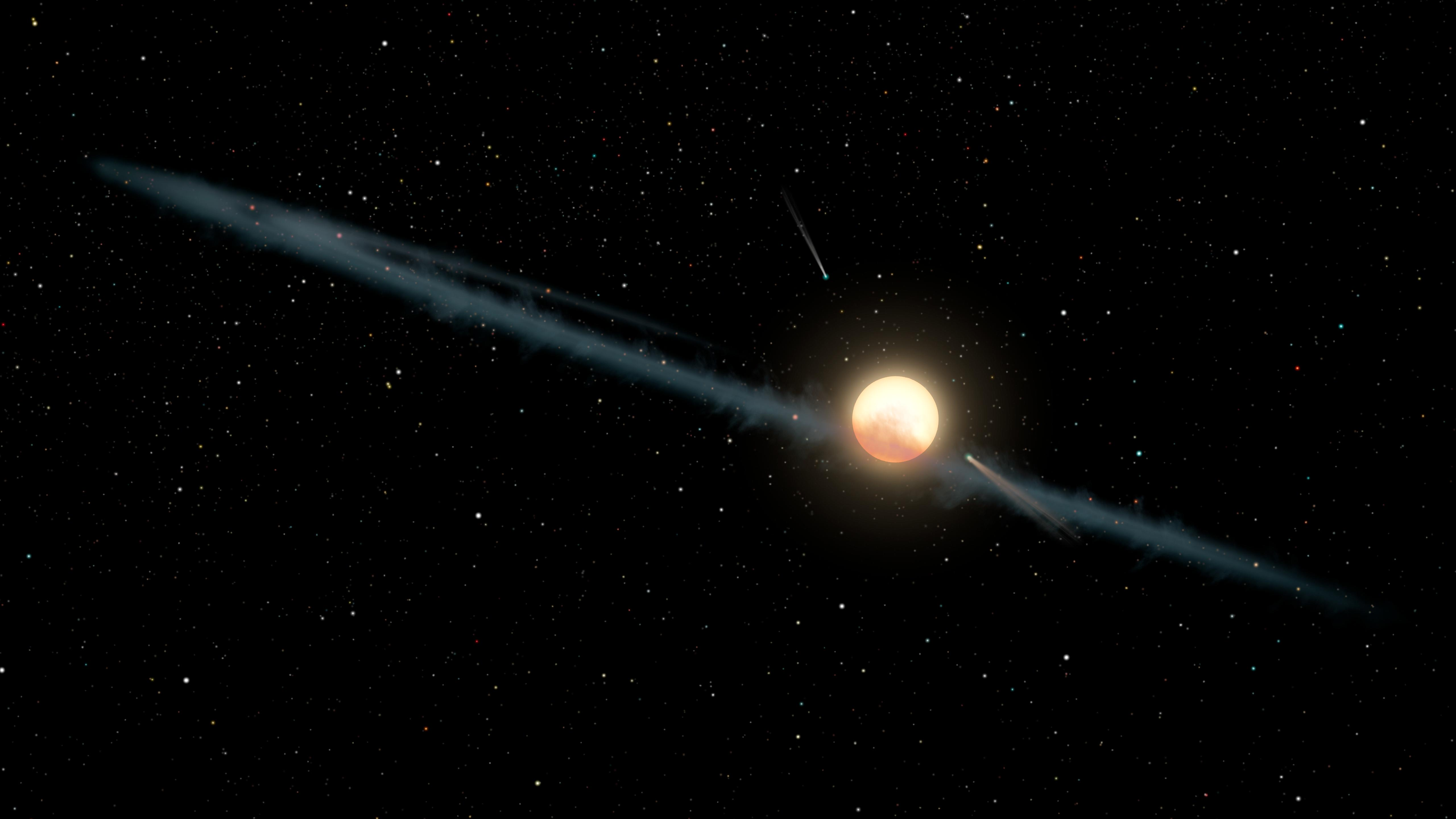
Vue d'artiste d'un « anneau de poussière inégal » en orbite autour de l'étoile de Tabby, également connu sous la désignation KIC 8462852.

Cette liste d'étoiles qui pâlissent étrangement est une table d'étoiles que l'on a observé s'assombrir et s'éclaircir de manière inhabituelle. Une étude globale de telles étoiles a été présentée,. 
La liste ici est triée par ordre alphabétique. 

## Liste

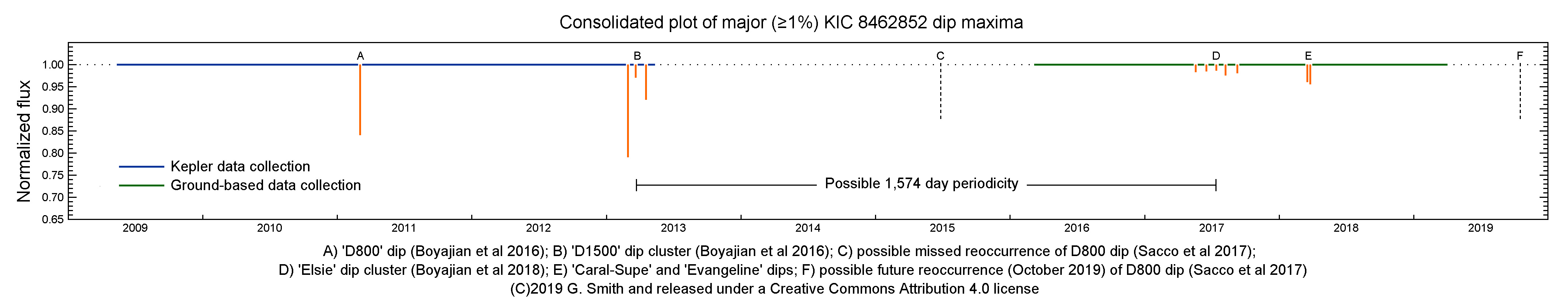
L'étoile de Tabby (KIC 8462852) - Tracé récapitulatif de tous les assombrissements connus au 21 mai 2019.

| Star designation                                    | Type spectral  | Magnitude     | Magnitude | Ascension droite (J2000) | Déclinaison (J2000) | Distance (année-lumière)       | Cause de la diminution de luminosité                                                  |
| Star designation                                    | Type spectral  | Apparente     | Absolue   | Ascension droite (J2000) | Déclinaison (J2000) | Distance (année-lumière)       | Cause de la diminution de luminosité                                                  |
| --------------------------------------------------- | -------------- | ------------- | --------- | ------------------------ | ------------------- | ------------------------------ | ------------------------------------------------------------------------------------- |
| 1SWASP J140747.93−394542.6                          | K5 IV(e) Li    | 12.31         | —         | 14h 07m 47.93s           | -39° 45′ 42.7″      | 434                            | Planète ayant un gigantesque système d'anneaux                                        |
| ASASSN-V J213939.3-702817.4                         | F0V            | g~12.95–14.22 | 2.5       | 21h 39m 39.3s            | -70° 28′ 17.4″      | 3630                           | Inconnue                                                                              |
| EPIC 204278916                                      | M1             | 13.7          | —         | 16h 02m 07.576s          | -22° 57′ 46.89″     | —                              | Disque de poussières                                                                  |
| EPIC 204376071                                      | M              | —             | —         | 16h 04m 10.1267s         | -22° 34′ 45.5503″   | 440                            | Possiblement une planète géante ou une naine brune avec des anneaux                   |
| HD 139139 (EPIC 249706694)                          | G3/5V          | 9.84; 9.677   | —         | 15h 37m 06.215s          | -19° 08′ 32.96″     | 350 environ 175,5 pc (∼572 al) | Inconnue                                                                              |
| KH 15D                                              | K7             | 15.5–21.5     | 6.226     | 06h 41m 10.31s           | +09° 28′ 33.2″      | 773                            | Possiblement un disque circumbinaire                                                  |
| KIC 4150611 (HD 181469)                             | Pulsator/K/M/G | —             | —         | 19h 18m 58.21759s        | +39° 16′ 01.7913″   | —                              | Système stellaire quintuple                                                           |
| PDS 110                                             | keF6 IVeb      | 10.422        | 2.54      | 05h 23m 31.008s          | –01° 04′ 23.68″     | 1090                           | Possible planète géante ou naine brune avec un disque de poussières                   |
| Étoile de Przybylski (HD 101065)                    | F3 Ho          | 7.996–8.020   | —         | 11h 37m 37.04110s        | −46° 42′ 34.8754″   | 355                            | Lanthanides 1 000 à 10 000 fois plus abondants que dans le Soleil                     |
| RZ Piscium                                          | K0 IV          | 11.29–13.82   | —         | 01h 09m 42.056s          | +27° 57′ 1.95″      | 550                            | Masse substantielle de gaz et de poussière, possiblement issus d'une planète détruite |
| Étoile de Tabby (KIC 8462852)                       | F3V,           | 11.705        | 3.08      | 20h 06m 15.4527s         | +44° 27′ 24.791″    | 1470                           | Inconnue                                                                              |
| VVV-WIT-07                                          | —              | 14.35–16.164  | —         | 17h 26m 29.387s          | -35° 40′ 6.20″      | 23000/?                        | Inconnue                                                                              |
| WD 1145+017 (EPIC 201563164)                        | DB             | 17.0          | —         | 11h 48m 33.63s           | +01° 28′ 59.4″      | 570                            | Disque de poussières                                                                  |
| ZTF J0139+5245 (ZTF J013906.17+524536.89)           | DA             | 18.4          | —         | 01h 39m 06.17s           | +52° 45′ 36.89″     | 564                            | Disque de poussières                                                                  |
| ASASSN-V J060000.76-310027.83 (l'"étoile de Zachy") |                |               |           |                          |                     |                                |                                                                                       |

## Voir également
- Ecliptic Plane Input Catalog (EPIC)
- Liste de listes d'étoiles
- Liste d'étoiles variables
- Liste d'étoiles variables semi-régulières
- Search for extraterrestrial intelligence
- WD 0145+234 (naine blanche disloquant un exoastéroïde)